# Clúster de GPUs
Un clúster de GPUs es un conjunto de computadores en el que cada nodo está equipado con una Unidad de Procesamiento Gráfico (GPU). Aprovechando el poder computacional GPUs  modernas mediante la computación de propósito general en unidades de procesamiento gráfico (GPGPU), un clúster de GPUs puede realizar cálculos muy rápidos.

## Hardware (GPU)
La clasificación del hardware de un conjunto de GPUs, se divide en dos categorías: Heterogéneos y Homogéneos.
Heterogéneos
El hardware de las dos mayores IHV se pueden utilizar (AMD y nVidia). Incluso si se utilizan diferentes modelos de la misma GPU.(e.j. 8800GT junto a una 8800GTX), entonces el clúster GPUs es heterogéneo.
Homogéneos
Cada GPU es del mismo tipo de hardware, marca y modelo. (e.j. un clúster homogéneo compuesto por 100 8800GTs, todas con la misma cantidad de memoria).

## Hardware (Otro)
Interconectados
Además de los nodos de la computadora y sus GPU respectivas, se necesita una interconexión lo suficientemente rápida para poder transferir datos entre los nodos. El tipo de interconexión depende en gran medida del número de nodos presentes. Algunos ejemplos de interconexiones incluyen Gigabit Ethernet e InfiniBand
Vendedores
NVIDIA proporciona una lista de socios preferidos de Tesla dedicados (TPP) con la capacidad de crear y entregar un grupo de GPU totalmente configurado utilizando las GPGPU de la serie 20 de Tesla. AMAX Information Technologies, Dell, Hewlett-Packard y Silicon Graphics son algunas de las pocas empresas que ofrecen una línea completa de clústeres de GPU y sistemas.

## Software
Los componentes de software que se requieren para que muchas máquinas equipadas con GPU actúen como una incluyen:
1. Sistema operativo
2. GPU driver para cada tipo de GPU presente en cada nodo de grupo.
3. Clustering API (Como la Interfaz de Paso del Mensaje, MPI).
4. La plataforma de clúster VirtualCL (VCL) es un envoltorio para OpenCL ™ que permite que la mayoría de las aplicaciones no modificadas utilicen de forma transparente múltiples dispositivos OpenCL en un clúster como si todos los dispositivos estuvieran en la computadora local.

## Algoritmo de mapeo
El mapeo de un algoritmo para ejecutar un grupo de GPU es algo similar al mapeo de un algoritmo para ejecutarse en un clúster de computadora tradicional. Ejemplo: en lugar de distribuir piezas de un array desde la RAM, una textura se divide entre los nodos del clúster de GPU.